# Viesatu pagasts
Viesatu pagasts er en territorial enhed i Jaunpils novads i Letland. Pagasten etableredes i 1945, havde 423 indbyggere i 2010 og omfatter et areal på 52,40 kvadratkilometer. Hovedbyen i pagasten er Viesatas.